# Tầng lớp trung lưu

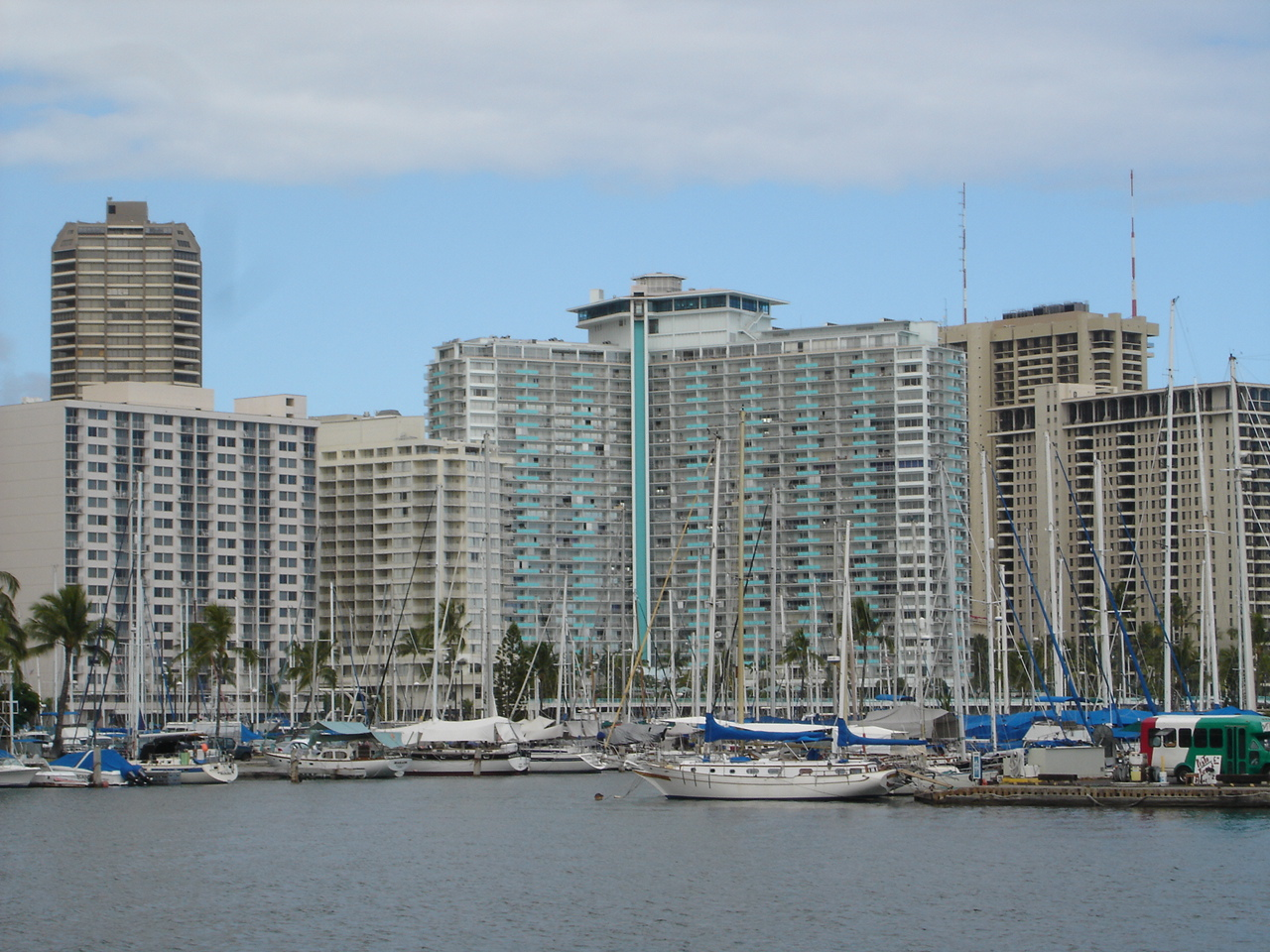
Các căn hộ tầng mái dành cho Tầng lớp trung lưu và Thượng lưu tại Waikiki, Honolulu, giá khởi điểm $300.000.

Thông thường, thuật ngữ tầng lớp trung lưu hay giới trung lưu thường được dùng để chỉ những người có một mức độ độc lập kinh tế nào đó, nhưng không có ảnh hưởng quá lớn trong xã hội hay quyền lực trong xã hội của họ. Thuật ngữ này thường bao gồm các nhà buôn, những người có tay nghề, quan chức, và một số nông dân cũng như thợ thủ công có trình độ cao . Trong khi đa số người Mỹ tự coi mình thuộc tầng lớp trung lưu, chỉ 20% trong số đó có phong cách sống của Tầng lớp trung lưu ở Hoa Kỳ. Tuy nhiên, số 20% đó cũng được coi là Tầng lớp trung lưu chuyên nghiệp và là những thành viên có ảnh hưởng trong xã hội vì công việc của họ và tầng lớp này được coi là người tạo nên khuynh hướng chủ đạo của Mỹ.
Các thứ bậc xã hội, và những định nghĩa thứ bậc đó rất khác biệt. Có nhiều nhân tố có thể dùng để định nghĩa tầng lớp trung lưu của một xã hội, như tài chính, các ứng xử và đất đai thừa kế. Tại Hoa Kỳ và nhiều quốc gia khác, tài chính là nhân tố quan trọng nhất định nghĩa vị trí một người trong xã hội. Ở các nước khác, có thể là các nhân tố xã hội như giáo dục, nghề nghiệp (cổ cồn trắng hơn cổ cồn xanh), nhà cửa, hay văn hoá.
Nghĩa rộng của thuật ngữ này cũng khác biệt rất lớn tùy theo từng nước. Ở Hoa Kỳ, từ này được sử dụng với phạm vi ngày càng rộng nhưng hầu như luôn là nghĩa khẳng định, đề cập tới hình ảnh của một người khiêm tốn, không phô trương, làm việc chăm chỉ trái ngược với một người thuộc tầng lớp thượng lưu hay tầng lớp bóc lột. Tại Anh Quốc và nhiều nước thuộc Khối thịnh vượng chung, thuật ngữ này thỉnh thoảng mang ý nghĩa miệt thị, ngụ ý một kẻ trưởng giả học đòi dáng bộ cầu kỳ, trái ngược với một người lao động chăm chỉ thuộc tầng lớp lao động. (xem thêm chattering classes.)

## Lịch sử và sự phát triển thuật ngữ

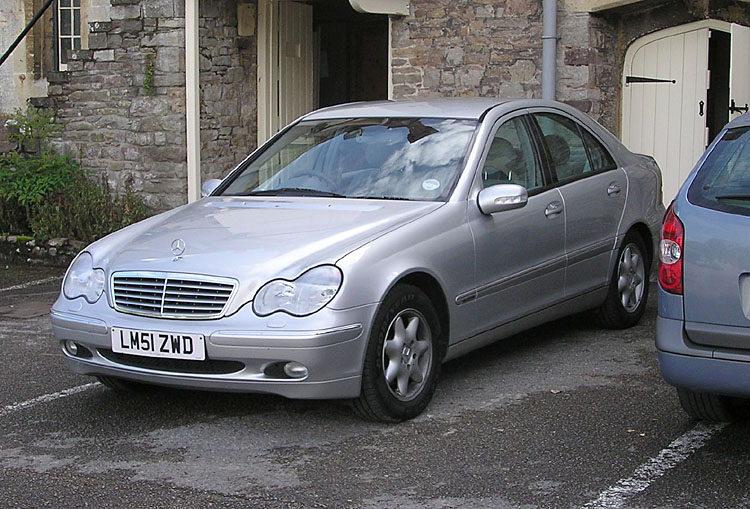
Một chiếc Mercedes-Benz C-Class, theo cách xếp hạng ô tô chính thức của Đức, được coi là Mittelklasse Fahrzeug hay Phương tiện Trung lưu.

Tầng lớp trung lưu trong bài này hàm ý chỉ những người không thuộc tầng lớp trên cùng cũng không thuộc tầng lớp dưới cùng của một hệ thống cấp bậc xã hội.
Không phải tất cả mọi người đều chấp nhận ví dụ định nghĩa ở trên, bởi vì thuật ngữ "tầng lớp trung lưu" đã có lịch sử lâu dài, và thỉnh thoảng mang những nghĩa trái ngược. Nó từng được định nghĩa theo cách loại trừ là một tầng lớp xã hội trung gian giữa quý tộc và nông dân ở Châu Âu. Trong khi quý tộc sở hữu đất đai thôn quê, và người nông dân làm việc trên đồng ruộng, một tầng lớp trưởng giả mới (theo nghĩa đen "những người thành thị") bắt đầu xuất hiện và hoạt động trong lĩnh vực thương mại tại thành phố. Điều này dẫn tới kết quả là tầng lớp trung lưu thường là giai cấp giàu có nhất xã hội (trong khi ngày nay nhiều người dùng thuật ngữ này theo định nghĩa chỉ nói tới những người giàu có ở mức trung bình.)
Từ sự khác biệt đó, chữ "tầng lớp trung lưu" đã được sử dụng ở Anh Quốc trong thế kỷ 18 để miêu tả tầng lớp chuyên nghiệp và thương gia, như một tầng lớp khác biệt khỏi cả giới quý tộc tước hiệu và quý tộc chủ đất và cả những người lao động nông nghiệp và (ngày càng tăng) công nghiệp. Trong suốt thế kỷ 20, quý tộc tước hiệu của Anh trở nên ít thuần nhất hơn. Điều này bởi lai lịch ngày càng rộng của những người mới được phong tước, đa số họ về chính trị bị điều khiển bởi cái gọi là tầng lớp trung lưu, và sự giảm sút quyền lực của Thượng nghị viện so với Hạ nghị viện sau Luật nghị viện năm 1911. Khi mà yếu tố truyền tử của tầng lớp còn được quan tâm, danh hiệu tầng lớp trên trở nên ít hơn bởi sự hầu như ngừng lại của những tước phong sau Luật quý tộc trọn đời năm 1958. Điều này cộng với tỷ lệ suy vong tự nhiên của các danh hiệu cha truyền con nối và sự hầu như xoá bỏ yếu tố truyền tử trong Thượng nghị viện hồi cuối thế kỷ 20. Ở điểm này, các danh hiệu cha truyền con nối không thể là yếu tố để được là "tầng lớp trên," dù họ thực sự có kiểu cách bên trong tầng lớp trên. Tầng lớp trung lưu đã giúp cuộc Cách mạng Pháp diễn ra.
Đầu thời chủ nghĩa tư bản công nghiệp, tầng lớp trung lưu được định nghĩa chủ yếu là những công nhân cổ trắng—những người làm công ăn lương (như mọi người công nhân), nhưng làm công việc của mình trong những điều kiện dễ chịu và an toàn hơn so với điều kiện làm việc của những công nhân cổ xanh của "giai cấp công nhân." Sự mở rộng của thuật ngữ "tầng lớp trung lưu" tại Hoa Kỳ hầu như đã được khẳng định trong thập niên 1970 bởi sự suy tàn của các liên minh lao động ở Hoa Kỳ và sự tham gia của những phụ nữ trước kia chỉ làm việc nhà vào lực lượng lao động công. Một số lượng lớn công việc cổ cồn hồng xuất hiện, theo đó mọi người có thể tránh các điều kiện làm việc nguy hiểm của cổ cồn xanh và vì thế có thể tự tuyên bố là "tầng lớp trung lưu" thậm chí khi họ kiếm tiền ít hơn nhiều so với một công nhân cổ cồn xanh không thuộc tổ chức công đoàn.
Tại Hoa Kỳ, tới cuối thế kỷ 20, có nhiều người tự xác định họ thuộc tầng lớp trung lưu hơn là tầng lớp thấp hay giai cấp "lao động", với một số ít người tự coi mình là giới thượng lưu. Trái lại, tại Anh Quốc, nhiều người theo truyền thống sẽ được coi là thuộc tầng lớp trung lưu hiện tự coi mình thuộc giai cấp lao động. Những cuộc điều tra gần đây cho thấy hai phần ba người Anh muốn tự coi mình thuộc tầng lớp lao động. Điều này đã được miêu tả như một hình thức của sự "đảo ngược hành vi." Tuy nhiên Công đảng anh, phát triển từ phong trào lao động có tổ chức và ban đầu cho rằng hầu hết người ủng hộ họ thuộc tầng lớp lao động, đã tái định nghĩa mình dưới thời Tony Blair những năm 1990 là "Công đảng mới," một đảng cạnh tranh với Đảng bảo thủ về những lá phiếu của tầng lớp trung lưu cũng như tầng lớp lao động. Quy mô của tầng lớp trung lưu dựa trên việc họ tự định nghĩa như thế nào, hoặc theo giáo dục, tài sản, môi trường dạy dỗ, các mối quan hệ di truyền học, mạng lưới xã hội, cách cư xử hay các giá trị vân vân. Chúng đều liên quan lẫn nhau, dù không hoàn toàn phụ thuộc lẫn nhau. Các yếu tố sau thường được gán cho trong cách sử dụng thuật ngữ "tầng lớp trung lưu" hiện đại:
- Hoàn thành giáo dục cấp ba, gồm mọi nhà tài chính, luật sư, bác sĩ và mục sư không cần biết tới nhiệm vụ hay tài sản của họ.
- Niềm tin vào các giá trị tư sản, như tỷ lệ sở hữu nhà cao hay sở hữu nhà cho thuê và các công việc được chấp nhận là "bảo đảm." Tại Hoa Kỳ và Anh Quốc, các chính trị gia thường tập trung vào các phiếu bầu của tầng lớp trung lưu.
- Phong cách sống. Tại Anh Quốc, vị thế xã hội đã không còn liên quan trực tiếp nhiều tới tài sản như tại Hoa Kỳ, và đã được xét theo các yếu tố như sự phân biệt, cách cư xử, nơi giáo dục và tầng lớp của những người bạn. Thông thường tại Hoa Kỳ, tầng lớp trung lưu là những người dễ tham gia nhất vào văn hoá pop. Thế hệ thứ hai của những người nhập cư mới thường từ bỏ văn hoá dân gian truyền thống của họ như một dấu hiệu đã bước vào tầng lớp trung lưu.

## Sự chỉ trích tầng lớp trung lưu Anh
Trái lại, tác gia Anh Alexander Deane nghĩ rằng tầng lớp trung lưu không gặp phải mối đe doạ, mà thực sự là nguyên nhân của các vấn đề. Theo cách tiếp cận của ông, các yếu tố kinh tế phải được đặt sau các yếu tố đạo đức, và tầng lớp trung lưu Anh Quốc không thực hiện các nghĩa vụ như họ phải làm.
Mọi người cũng tin rằng công đảng có mục tiêu cho tầng lớp trung lưu, khi được phỏng vấn một thành viên công đảng đã nói "Nó không khác biệt từ 90% số người không thể hay có thể thực hiện với một trợ cấp" khi trả lời một câu hỏi về việc người thuộc tầng lớp trung lưu mất trợ cấp.

## Chủ nghĩa Mác và Tầng lớp trung lưu
Chủ nghĩa Mác không cần thiết xem những nhóm người được miêu tả ở trên là tầng lớp trung lưu. Tầng lớp trung lưu không phải là một tiêu chí cố định trong Chủ nghĩa Mác, và tranh cãi tiếp tục diễn ra về nội dung của nhóm xã hội này.
Chủ nghĩa Mác định nghĩa các tầng lớp xã hội không phải theo tài sản hay danh tiếng của các thành viên của nó, mà theo quan hệ của họ với phương tiện sản xuất: một người quý tộc sở hữu đất đai; một nhà tư bản sở hữu tư bản; một công nhân có khả năng làm việc và phải tìm kiếm việc làm để mưu sinh. Tuy nhiên, giữa người cai trị và người bị trị thường có một nhóm người, thường được gọi là tầng lớp giữa, thiếu một mối quan hệ đặc trưng. Về mặt lịch sử, trong thời phong kiến, giai cấp tư sản là tầng lớp giữa. Mọi người thường miêu tả những người tư sản là "tầng lớp giữa theo quan điểm Mác", nhưng điều này không chính xác. Chủ nghĩa Mác nói rằng tầng lớp tư sản là tầng lớp cai trị (hay tầng lớp trên) trong một xã hội tư bản.
Những người theo chủ nghĩa Mác tranh luận mạnh mẽ về thành phần chính xác của tầng lớp trung lưu ở chủ nghĩa tư bản. Một số miêu tả một "tầng lớp ngang hàng" thực hiện chủ nghĩa tư bản thay cho những nhà tư bản, gồm cả tiểu tư sản, người chuyên môn và nhà quản lý. Những người khác không đồng ý với điều này, sử dụng tự do thuật ngữ "tầng lớp trung lưu" để chỉ những người công nhân cổ cồn trắng hữu sản như được miêu tả ở trên (thậm chí, trong các thuật ngữ của Chủ nghĩa Mác, họ là một phần của giai cấp lao động vô sản). Những người khác (ví dụ, Hội đồng cộng sản) cho rằng có một tầng lớp gồm trí thức, những nhà kỹ trị và những người quản lý đang tìm quyền lực của riêng họ. Nhóm những người cộng sản cuối cùng này cho rằng tầng lớp trung lưu gồm những nhà kỹ trị đó đã nắm quyền lực và chính phủ cho riêng họ trong các xã hội kiểu Xô viết (xem chủ nghĩa kết hợp).

## Tầng lớp trung lưu ở Hoa Kỳ
Xem Tầng lớp trung lưu Hoa Kỳ để có cái nhìn toàn diện về tầng lớp trung lưu ở Hoa Kỳ.
Tại Hoa Kỳ định nghĩa tầng lớp trung lưu rất mơ hồ bởi không một nhà kinh tế hay bất kỳ một nhà xã hội nào từng đặt ra hay phát triển chính xác những yếu tố để định nghĩa rõ tầng lớp trung lưu Hoa Kỳ và các phụ nhóm. Dường như có nhiều cách tiếp cận tới cái là tầng lớp trung lưu. Bởi những khuynh hướng kinh tế gần đây đã cho thấy rằng thống kê tầng lớp trung lưu của xã hội Mỹ thực tế không thể đảm bảo phong cách sống đặc trưng của tầng lớp trung lưu, vốn chỉ 20% dân số đáp ứng được, thuật ngữ tầng lớp trung lưu cũng có thể được áp dụng trực tiếp choreltive elite của những người chuyên môn và quản lý. Nhóm này thỉnh thoảng được gọi là tầng lớp trên trung lưu, tầng lớp trung lưu thực sự hay thiểu số tầng lớp trung lưu chuyên nghiệp có giáo dục cao, được trả lương tốt, hầu như miễn nhiễm với các đợt suy giảm kinh tế có thể ảnh hưởng mạnh tới tầng lớp trung thực tế của xã hội. Hiện tại các định nghĩa khác chỉ đơn giản sử dụng thu nhập và nói tầng lớp trung lưu là tất cả những người có thu nhập từ 80% đến 120% của mức trung bình quốc gia hay những người kiếm từ $25.000 đến $100.000 mỗi năm. Vấn đề với hai lý thuyết này là lý thuyết thứ nhất thực tế không đáp ứng được phong cách sống của tầng lớp trung lưu và lý thuyết thứ hai quá phân mảnh về kinh tế, gồm cả những người trông nom nhà cửa và những người chuyên nghiệp trong cùng một tầng lớp.